# Giovanni Pelletier
Giovanni Pellettier (Roma, Italia, 11 de agosto de 1954) fue un piloto de motociclismo de Italia.

## Biografía
Inició a frecuentar el mundo de las carreras al hacer de comisario de pista en el Circuito de Vallelunga, debutando en 1974 con una Honda CB 500 Four, prestada del propietario de la oficina donde trabajaba. Fue poco a poco corriendo para la escudería Ianniccheri, con una Norton 750, y en 1975 la cambiaría por una Kawasaki 500 H1 y después por una Honda CB 400 SS , con la cual participó en le Trofeo Nacional Maximoto. En esta temporada, Pelletier corre con el pseudónimo de Nessuno, ya que estaba en el servicio militar y podía acarrearla algún tipo de arresto.
En 1976, se mostró imbatible dominando la categoría de 500cc del Campeonato Nacional (llamado Trofeo Magnani). Esta actuación le valió el premio de entrar en el Mundial de 1977 con una Bimota-Yamaha 350. Pero no consiguió entrar en puntos. Mejor fue el año siguiente, con un noveno puesto en el GP de Yugoslavia.
En 1979 cambió de categoría, pasando a 500cc con una Suzuki RG privada gracias a la ayuda de Daniele Bizzarri (fundador de Bieffe). Fue décimo en el GP de las Naciones y segundo en el Campeonato Italiano de 1979. En 1980 fichó por Morbidelli como piloto oficial con escasos resultados: Pelletier solo pudo terminar una GP (el de Alemania, en el puesto 21.º), mientras que el Nacional fue cuarto.
En 1981 Pelletier volvió con una Suzuki, entrando en zona de puntos en tres GP 
y ser nuevamente contratado por Morbidelli en GP de Gran Bretaña para reemplazar a Graziano Rossi; también en el la siguiente temporada corrió con la Morbidelli 500, pero los resultados fueron muy parecidos los de 1980 (con un 15.º puesto como mejor resultado en el GP de Francia boicoteado por los grandes pilotos del Mundial). En 1983 vio su última temporada en el Mundial con una Honda RS 500 R del equipo Giapauto de Bolonia. Fue octavo en el Yugoslavia pero en los entrenamientos del GP de Holanda cae a casi 200 km/h fracturándose la tibia y el peroné. Posteriormente, cae nuevamente con ocasión del campeonato nacional en Mugello acabando con un trauma cráneoencefálico.

## Resultados en el Campeonato del Mundo
Sistema de puntuación desde 1969 hasta 1987:
| Posición | 1.º | 2.º | 3.º | 4.º | 5.º | 6.º | 7.º | 8.º | 9.º | 10.º |
| Puntos   | 15  | 12  | 10  | 8   | 6   | 5   | 4   | 3   | 2   | 1    |

### Carreras por año
(Carreras en negrita indica pole position; carreras en cursiva indica vuelta rápida)
| Año  | Clase | Moto                | 1       | 2       | 3       | 4       | 5      | 6       | 7       | 8       | 9      | 10     | 11      | 12      | 13      | 14     | Pts. | Pos. |
| ---- | ----- | ------------------- | ------- | ------- | ------- | ------- | ------ | ------- | ------- | ------- | ------ | ------ | ------- | ------- | ------- | ------ | ---- | ---- |
| 1977 | 250cc | Bimota-Yamaha       | VEN -   |         | GER -   | NAT Ret | ESP -  | FRA 11  | YUG 12  | NED -   |        | SWE -  | FIN -   | CZE Ret | GBR -   |        | 0    | -    |
| 1977 | 350cc | Yamaha              | VEN -   |         | GER -   | NAT -   | ESP -  | FRA DNQ | YUG Ret | NED -   | BEL -  | SWE -  | FIN -   | CZE -   | GBR -   |        | 0    | -    |
| 1978 | 250cc | Yamaha              | VEN -   | ESP -   |         | FRA -   | NAT -  | NED -   | BEL -   | SWE -   | FIN -  | GBR -  | GER -   | CZE 21  | YUG -   |        | 0    | -    |
| 1978 | 350cc | Yamaha              | VEN -   |         | AUT -   | FRA -   | NAT 16 | NED -   |         | SWE -   | FIN -  | GBR -  | GER -   | CZE -   | YUG 9   |        | 2    | 23.º |
| 1979 | 500cc | Suzuki              | VEN Ret | AUT -   | GER Ret | NAT 10  | ESP 12 | YUG 15  | NED -   | BEL DNS | SWE -  | FIN -  | GBR Ret |         | FRA Ret |        | 1    | 35.º |
| 1980 | 500cc | Morbidelli          | NAT Ret | ESP DNQ | FRA DNQ |         | NED -  | BEL DNQ | FIN -   | GBR -   |        | GER 21 |         |         |         |        | 0    | -    |
| 1981 | 500cc | Suzuki y Morbidelli |         | AUT 10  | GER Ret | NAT Ret | FRA -  |         | YUG 6   | NED Ret | BEL 16 | RSM 9  | GBR DNQ | FIN Ret | SWE Ret |        | 8    | 16.º |
| 1982 | 500cc | Morbidelli          | ARG Ret | AUT Ret | FRA 15  | ESP -   | NAT 19 | NED DNQ | BEL -   | YUG -   | GBR -  | SWE -  |         |         | SMR 20  | GER 24 | 0    | -    |
| 1983 | 500cc | Honda               | RSA -   | FRA -   | NAT Ret | GER 13  | ESP 12 | AUT 11  | YUG 8   | NED DNS | BEL -  | GBR -  | SWE -   | SMR -   |         |        | 3    | 16.º |